# 林萬億
林萬億（1952年—），臺灣政治人物、社會工作學者，新北市泰山區佃農子弟。於2012年中華民國總統選舉為蔡英文團隊起草《十年政綱》「教育篇」。曾任國立臺灣大學社會系主任、臺北縣副縣長、行政院政務委員、總統府國家年金改革委員會首任副召集人兼執行長、民主進步黨勞動政策小組召集人等職務，被視為蘇貞昌人馬。

## 早年經歷
父母親要養眾多孩子，生活困頓。排行第三的林萬億因小學成績優秀，在老師的鼓勵下，其父母親同意讓林萬億繼續升學。
放榜後，林萬億放棄離家太遠的松山中學，再去考上台北市立初商夜間部。晚上上課，白天則幫忙父母務農。升上高商後，才轉為就謮日間部。大學聯考落榜後，林萬億到裝潢公司擔任工人，有時也做點貨算帳等工作。
林萬億之後後入伍兩年，退伍後重考大學，錄取台灣大學社會系社會工作組。大學畢業後，考上社會研究所，同時因高考及格分發至僑委會工作（日後辭去該工作，致力攻讀研究所）。
碩士畢業後，林萬億擔任臺灣大學社會學系講師。2年後，考上公費留學，藉著兩年留學公費、獎學金以及半工半讀賺到的錢，於美國加州柏克萊大學留學4年，並取得社會福利學博士學位。

## 參與政治[6]
1990年，林萬億學成歸國，在報刊上提倡台灣應該走向北歐民主福利國家的方向，認為政府應保障人民的基本生活，當時還少有人提倡社會福利政策。林萬億也參與制定殘障福利法、修正老人福利法以及社會救助法等。
國大代表選舉時，林萬億幫助民進黨草擬福利政策，建議將社會權列入憲法，但當時並未成功推行。日後民進黨邀請林萬億參與草擬福利國家政策，內容包括國民年金、社會住宅、健康保險以及扶助弱勢。
1997年蘇貞昌競選臺北縣縣長（今新北市市長），林萬億協助蘇擬定政見，並設計「在地人的好所在，外地人的新故鄉」等選舉標語。
1998年林萬億參加行政院舉辦的一場研討會，建議政府重視老人福利問題，獲時任行政院副院長劉兆玄注意。同年政府推行老人長期照顧宣導計畫，但隔年便因政黨輪替而終止。
1999年，台北縣長蘇貞昌商請林萬億擔任副縣長，林萬億遂放棄臺灣大學社會學系教授兼系主任的教職，協助蘇貞昌治理台北縣。在副縣長任期內，台北縣政府興建或整頓鶯歌陶瓷博物館、漁人碼頭、十三行博物館、金瓜石黃金博物館等公共建設，同時北縣的衛生安全設備及社會福利制度亦有所發展。2001年副縣長任期屆滿。
2006年，林萬億應行政院長蘇貞昌之邀，擔任行政院政務委員。任期內規劃及推動「大溫暖社會福利套案」，訂定「長期照顧十年計畫」，並率先實施「弱勢家庭脫困方案」(1957福利關懷專線電話方案)。此外，在林萬億任內，身心障礙權益保護法、緊急醫療法、精神衛生法等法案也有進展。
林萬億在2006至2007年任內也參與國民年金制度的推動。行政院於2007年5月1日將勞保老年給付條例修正案送立法院審議，林萬億卸任後，立法院通過相關法案，正式確立國民年金制， 並於2009年開始實施。

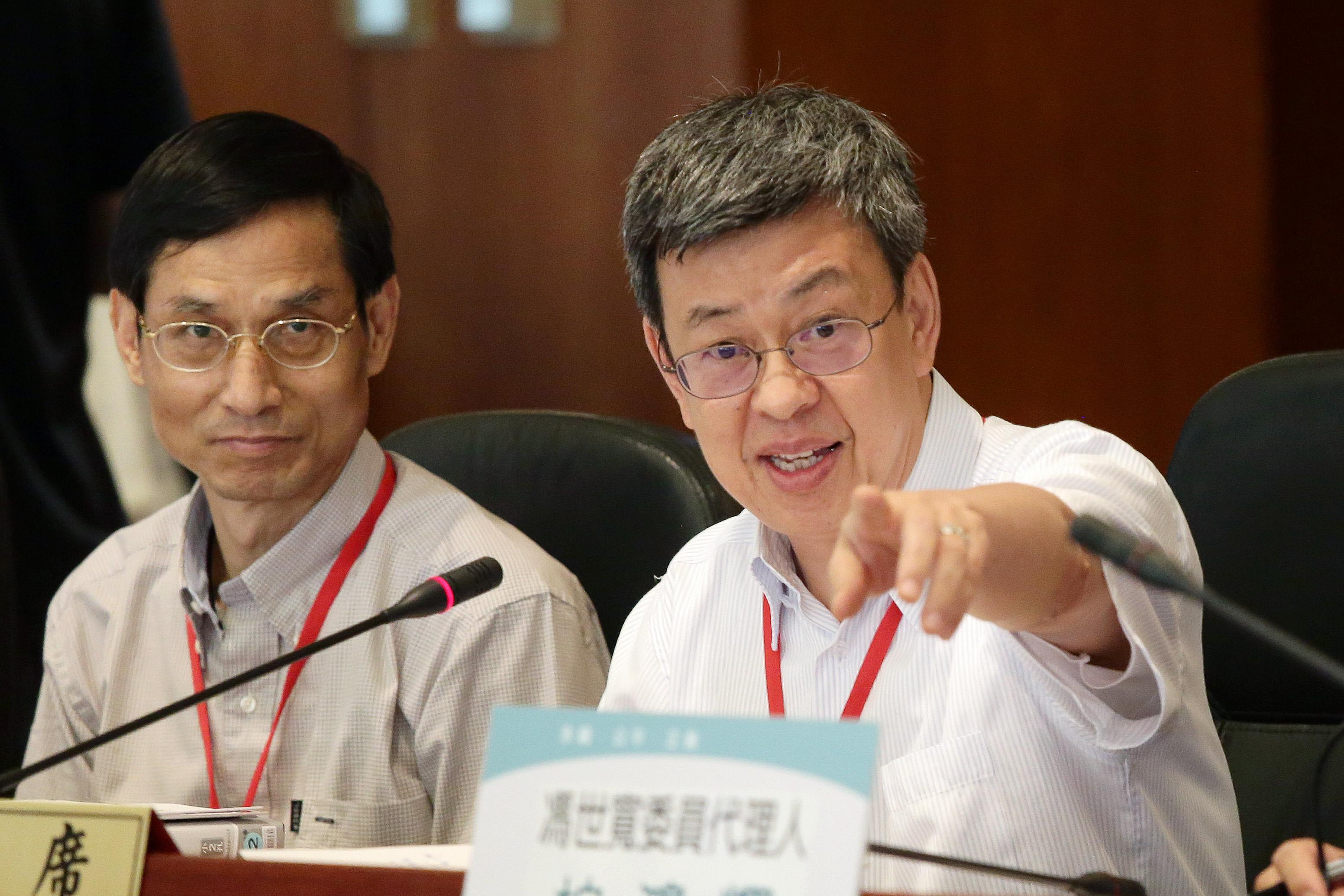
年金改革協調人副總統陳建仁與政務委員林萬億

2016年5月20日起擔任林全內閣的行政院政務委員，並於同年年出任總統府國家年金改革委員會執行長兼首任副召集人。
2016年11月，行政院政務委員張景森與林萬億召開了一場「研商礦業案件踐行原住民族基本法第21條規定之時點」會議，會議結論一改原民會見解，認為礦業權展限階段不需踐行原基法第21條，只有既有礦業權要申請新的礦業用地才需要踐行。於是經濟部便根據行政院的會議結論，對外表示亞泥花蓮新城山採礦權展限無須踐行原基法第21條。（亞泥案）

## 榮譽

### 中華民國勳章獎章
- 二等景星勳章（2024年5月14日於總統府頒授）[7]

## 爭議
- 林萬億與妻子分居多年，但雙方無意願離婚。2011年8月6日《蘋果日報》報導林萬億於七夕和小他30歲的女助理沈詩涵被分居的妻子周淑美抓到報警控告通姦，也得到新北市警方證實。[8]

```
 師生戀屬嚴重違反教學倫理。皆違反教師法第14條(舊)行為不檢，有辱師道。可予以解聘，然台大社會系以此為私人行為為由，未啓動行政處分。
```

- 2016年6月8日行政院政務委員林萬億召開年金改革辦公室成立記者會，林萬億掛保證指出，明年（2017年）5月19日晚間12點以前沒有完成他就辭職負責[9]。

遲至端午節（2017年5月30日）前，林副召集人仍未辭職負責。
- 最近林萬億說，所有人在這塊土地上都是一樣的生活條件，不管他過去做什麼，退休後生活水準應該一致，若有差異對待，是不公平的。[10]